# Friedrich Rudolf Salzmann

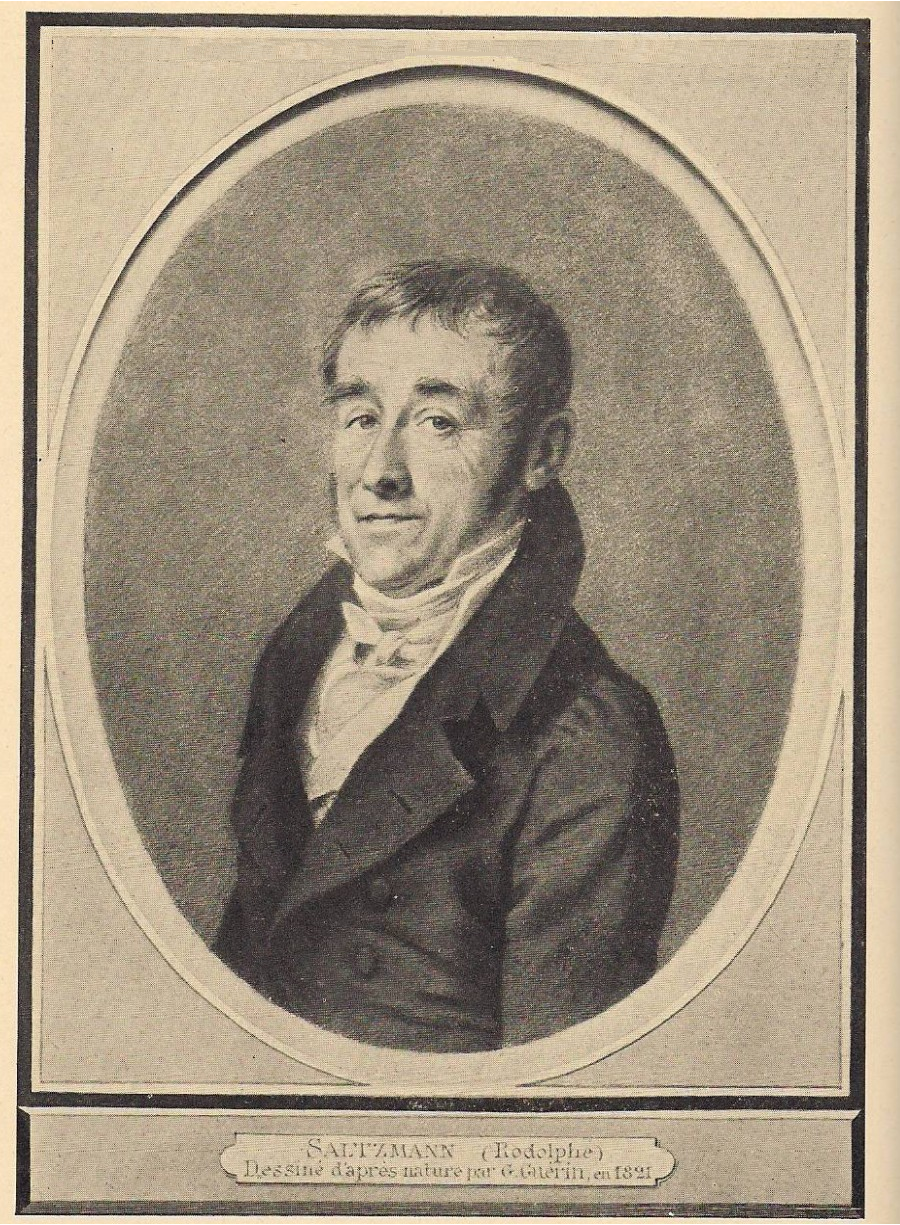
„Saltzmann (Rodolphe)“ nach einer Zeichnung von G. Guerin von 1821

Friedrich Rudolf Salzmann (geboren am 9. März 1749 in Straßburg; gestorben 1821 ebenda) war ein französisch-elsässischer Jurist, nobilitierter Legationsrat, Buchhändler, Buchdrucker und Herausgeber und mit Goethe befreundeter Publizist. Er wurde häufig mit seinem Vetter, dem mit Goethe befreundeten „Aktuar“ Johann Daniel Salzmann, verwechselt.

## Leben und Werk
Salzmann war Sohn des später bis 1788 in Straßburg als Geistlicher an der dortigen „Neuen Kirche“ tätigen Predigers. Einen Teil seiner Jugend verbrachte er im elsässischen Markirch „im Leberthal“, bevor er an der Universität Straßburg die Fächer Theologie und Rechtswissenschaften studierte. Nach seiner Promotion zum Juristen am 26. April 1773 übernahm er 1774 in Göttingen die Aufgaben als Erzieher des späteren preußischen Ministers Heinrich Friedrich Karl vom und zum Stein.
Nach seiner Rückkehr nach Straßburg 1775 wurde Salzmann mit Unterstützung der Familie von Stein „vom Meininger Hofe“ in den Adelsstand erhoben und erhielt den Titel eines Geheimen Legationsrats.
Später erwarb Salzmann die Straßburger akademische Buchhandlung und deren angeschlossene Druckerei – die später als Fischbach’sche Druckerei bekannt wurde – und die mit der Herausgabe der Straßburger Zeitung sowie mit einem politischen Leseinstitut verbunden war. 1776 bis 1777 wurde Salzmann gemeinsam mit den mit Goethe bekannten Johann Lorenz Blessig, Johann Daniel Salzmann, Johann von Türkheim, Jacob Lenz und Heinrich Leopold Wagner Herausgeber einer national-elsässisch gesonnenen Wochenschrift, die jedoch in bürgerlichen Kreisen kaum Anklang fand.
Nach dem Fortgang von Jacob Lenz aus Straßburg am 28. März 1776 übernahm Salzmann die Leitung der durch Goethe bekannten Deutschen Gesellschaft und gründete „mit der ihm eigenen vorzüglichen Bücherkenntniß“ deren Vereinsbibliothek. Nicht zuletzt dadurch verkehrte er mit zeitgenössischen Schriftstellern und Gelehrten wie beispielsweise dem jungen Johann Wolfgang von Goethe, Johann Heinrich Jung-Stilling und Jakob Lenz.
Gemeinsam mit dem Göttinger Historiker August Ludwig Schlözer gab er Salzmann das von Gabriel Bonnot de Mably in Straßburg 1784 in französischer Sprache publizierte Methodenwerk Von der Art die Geschichte zu schreiben in deutscher Übersetzung heraus. Ab 1787 bis zum Ausbruch der Französischen Revolution im Jahr 1789 war Salzmann Herausgeber des in Straßburg erschienenen Avantcoureur oder Verzeichniß der neuesten französischen Schriften.
Insgesamt gab Salzmann, der in der Revolutionszeit verfolgt wurde, 15 Bände des Avantcoureurs mit zum Teil theosophischem Inhalt heraus. Zudem hinterließ er bis zu seinem Tod 1821 ebenso viele Manuskript-Bände.

## Schriften (Auswahl)
- Tables chronologiques pour servir à l’histoire universelle et à celle des états de l’Europe. Straßburg: Jean-Frédéric Stein 1772; Digitalisat über die Bibliothèque nationale de France